# Carlo Barbieri (scrittore)
Carlo Barbieri (Palermo, 9 febbraio 1946) è uno scrittore italiano.

## Biografia
Nasce nel 1946 a Palermo, quinto figlio di Maria Flores e Luigi Barbieri. Il lavoro lo porta da Palermo a Catania, poi in Iran (Teheran) e quindi in Egitto (Il Cairo), dove risiede fino al 1986, anno del suo rientro in Italia (Roma), dove risiede.
Pubblica il suo primo libro a sessantacinque anni. Seguono, negli anni successivi, oltre venti opere molte delle quali ambientate in Sicilia. Eclettico nei generi, spazia dall'umoristico al thriller, fino ai racconti gialli e di avventure per bambini. 
Alcune delle sue opere, tra cui Dieci piccoli gialli, Dieci piccoli gialli 2  e la collana di cinque libri Piccoli gialli, sono state tradotte in cinese; una, Dieci piccoli gialli, anche in turco. 
Estratti dalle sue opere sono stati antologizzati in libri di testo per la quinta classe della scuola primaria pubblicati dagli editori Rizzoli/Fabbri, Gruppo Raffaello e Editrice La Scuola.
È stato opinionista su Metro News, il quotidiano delle metro di Roma, Milano e Torino, e collabora con alcune testate web.
Nel 2011, a Pilipintò - Racconti da bagno per Siciliani è stato assegnato il Premio Speciale della Giuria per la migliore opera ad ambientazione siciliana al IV Premio di letteratura umoristica Umberto Domina. La coda, uno dei racconti della raccolta Uno sì e uno no (2016), è stato premiato alla VII edizione del Premio internazionale Città di Sassari. Nel 2015 il suo romanzo Il marchio sulle labbra è stato premiato al Festival Giallo Garda 2015; nella stessa manifestazione, Il morto con la zebiba ha ricevuto una menzione speciale della giuria.
Nel 2016 il suo racconto inedito Lo scambio è stato premiato alla VI edizione del Premio Internazionale Città di Cattolica. Nello stesso anno con la raccolta di racconti inedita Babbiando babbiando, pubblicata poi all'interno di Siculo Babbìo, ha vinto il primo premio nella Sezione Inediti del V Premio di Letteratura Umoristica Umberto Domina e, nella stessa manifestazione, il premio speciale della giuria per la migliore opera ad ambientazione siciliana. Il microgiallo La vendetta delle palle di neve (che ritroviamo, unico racconto non ambientato in Sicilia, in Siculo Babbìo) è stato premiato allo Scerbanenco@Lignano2017. I suoi libri per bambini Dieci piccoli gialli, Dieci piccoli gialli 2, Dieci piccoli gialli 3 e Dieci piccoli gialli 4 hanno ricevuto il Premio Speciale della Giuria per la sezione gialli per ragazzi al Festival Giallo Garda, rispettivamente nel 2019, 2021, 2022 e 2024.

## Opere

### Romanzi
- La pietra al collo, Lugano, Todaro, 2012, ISBN 978-88-97366-05-8.
- Il morto con la zebiba, Lugano, Todaro, 2013, ISBN 978-8897366348.
- Il marchio sulle labbra, Palermo, Dario Flaccovio, 2015, ISBN 978-8857904740.
- Assassinio alla Targa Florio, Palermo, Dario Flaccovio, 2016, ISBN 978-8857905693.
- La difesa del bufalo, Palermo, Dario Flaccovio, 2017, ISBN  978-8857906843.
- Tre, Pescara, Ianieri, 2021, ISBN 979-1280022578.

### Raccolte di racconti
- Pilipintò – Racconti fa bagno per siciliani e non, Cocquio Trevisago, ZeroUnoUndici, 2011 ISBN 978-8863073393.
- Uno sì e uno no, Palermo, Dario Flaccovio, 2014, ISBN 978-8857903217.
- Siculo Babbìo, Palermo, Nuova Ipsa, 2020, ISBN 978-8876767579.
- Il Commissario Mancuso e il delitto dei fagiolini verdi, Palermo, LEIMA, 2025, ISBN 978-8832290332

### Opere per ragazzi
- Dieci piccoli gialli, S. Dorligo della Valle, Einaudi Ragazzi, 2019, ISBN 978-8866565239
- Dieci piccoli gialli 2, S. Dorligo della Valle, Einaudi Ragazzi,  2020, ISBN 978-8866566137
- Dieci piccoli gialli 3, S. Dorligo della Valle, Einaudi Ragazzi, 2021, ISBN 978-8866567042
- Dieci piccoli gialli 4, S. Dorligio della Valle, Einaudi Ragazzi,  2023, ISBN 978-8866567912
- Ciccio e il mistero degli antifurto, S. Dorligo della Valle, Einaudi Ragazzi, 2021, ISBN 978-8866566762
- Ciccio e la vendetta dell'immondizia abbandonata, S. Dorligo della Valle, Einaudi Ragazzi, 2021, ISBN 978-8866566779
- Ciccio e il ladro nemico dei nonni, S. Dorligo della Valle, Einaudi Ragazzi, 2022, ISBN 978-8866567363
- Ciccio e il mistero del tesoro sparito, S. Dorligo della Valle, Einaudi Ragazzi, 2022, ISBN 978-8866567370
- Ciccio e il misterioso furto alla signora Rododendro, S. Dorligo della Valle, Einaudi Ragazzi, 2022, ISBN 978-8866567516
- Pino Tanuso e l'incredibile SuperBike Ali-N, S. Dorligo della Valle, Einaudi Ragazzi, 2022, ISBN 978-8866567493
- Il tesoro del pirata Dragut, Palermo, LEIMA, 2024 ISBN 978-8832290318
- Giovannino il Conquistatore, Palermo, LEIMA, 2025 ISBN 978-8832290356
- Sei misteri per Camilla, Firenze, Giunti Editore, 2025, ISBN 979-1223200544

### Altre Opere
- Tre passeggiate a Palermo, Palermo, Kalós, 2022, ISBN 979-1280198280
- Te la do io la maledetta frase celebre, Roma, independent publishing, 2023, ISBN 979-1222706740

### Partecipazione ad antologie
- Giallo in Tour, Riva del Garda, Isenzatregua, 2021,  ISBN 978-8894507256
- Sicilia Nìura, Zafferana Etnea, Algra, 2022, ISBN 978-8893415880